# Klutiana rubens
Klutiana rubens là một loài tò vò trong họ Ichneumonidae.